# فریدریشسورت
فریدرایشسورت (به آلمانی: Friedrichswerth) یک شهر در آلمان است که در Gotha واقع شده‌است. فریدرایشسورت ۵۷۸ نفر جمعیت دارد.